# Ewa Zielińska
Ewa Zielińska (ur. 25 grudnia 1972), polska lekkoatletka niepełnosprawna, specjalizująca się w skoku w dal i biegu na 100 m. Uczestniczka Letnich Igrzysk Paraolimpijskich w Atenach. Zdobywczyni brązowego medalu w skoku w dal Letnich Igrzysk Paraolimpijskich w Pekinie w 2008.
Jest również srebrną medalistką Mistrzostw Świata z 2002 (skok w dal), mistrzynią Europy z 2003 (skok w dal) oraz brązową medalistką tych mistrzostw (bieg na 100 m), a także brązową medalistką Mistrzostw Europy z 2005 (skok w dal).
18 grudnia 2008 prezydent Lech Kaczyński odznaczył ją Srebrnym Krzyżem Zasługi.
W 2025 r. odsłonięto tablicę Ewy Zielińskiej w Alei Olimpijczyków i Paraolimpijczyków w Wieruszowie.